# Voyage (Zoë Më)
Voyage is een lied van de Zwitserse zangeres Zoë Më. Het nummer werd uitgebracht op 10 maart 2025 en was de Zwitserse inzending voor op het Eurovisiesongfestival 2025.

## Achtergrond
Op maart 2025 maakte de Zwitserse omroep SRG SSR bekend dat Zoë Më gastland Zwitserland zal vertegenwoordigen op het Eurovisiesongfestival 2025 in Bazel.  In een video hintte Më naar Voyage als titel van het nummer. Het nummer Voyage werd uiteindelijk uitgebracht op 10 maart 2025. Het is geschreven door Zoë Më samen met Emily Middlemas en Tom Oehler. Naast schrijver was Oehler ook producent samen met Pele Loriano. Net als de Oostenrijkse inzending, Wasted Love van JJ, werd Voyage opgenomen door het Budeapest Scoring Orchestra, onder leiding van Zoltán Pad.
Tijdens een livesessie onthulde Zoë Më dat het nummer een reis naar meer 'menselijkheid' is. Voyage is haar antwoord op pesten en negativiteit, waarvan op sociale media te vaak sprake is. De bloemen waarover Zoë Më zingt stellen 'de mooiste versie van een bepaald persoon' voor die ontstaat wanneer men elkaar respectvol behandelt. Het nummer is een rustige ballade gedragen door een piano en door Zoë Më's stem. Daarnaast bevat Voyage ook Pizzicato elementen. De instrumentatie bereikt zijn hoogtepunt tijdens de brug en op het einde is enkel Zoë Më's stem en piano te horen. De tekst van het nummer is volledig in het Frans, ondanks dat Zoë Më opgroeide in het meertalige Fribourg en naast Frans ook nummers in het Duits en Engels schrijft.

## Eurovisiesongfestival 2025

### Eurovisiesongfestival 2025
Het Eurovisiesongfestival 2025 vond plaats in de St. Jakobshalle in Bazel, tevens de geboortestad van Zoë Më. De wedstrijd bestond uit twee halve finales die plaatsvonden op 13 mei en 15 mei en een finale op 17 mei 2025. Door de winst van Nemo op het Eurovisiesongfestival 2024, was Zwitserland als gastland automatisch geplaatst voor de finale. Een loting bepaalde dat Zoë Më met het nummer Voyage als negentiende mocht aantreden in deze finale. Het nummer kreeg 214 punten van de nationale jury's en 0 van de thuisstemmers en eindigde daarmee op de tiende plaats.